# Manon Brouillette
Manon Brouillette (née le 1er avril 1968 au Québec) est une femme d'affaires canadienne. De 2014 à 2018, elle occupe le poste de PDG de la société canadienne Vidéotron. De juin 2021 à décembre 2022, elle occupe la fonction de « cheffe de l'exploitation et de directrice générale adjointe de la division consommateurs » de la société américaine Verizon,.

## Biographie
Manon Brouillette naît dans la Mauricie, Québec, Canada le 1er avril 1968,.
Elle est embauchée par la société canadienne Vidéotron à partir de 2004. Elle occupe le poste de PDG de cette société de 2014 à 2018. 
Le 1er janvier 2022[source insuffisante], elle est nommée au « poste de cheffe de l'exploitation et de directrice générale adjointe de la division consommateurs » de la société américaine Verizon. Elle démissionne de ce poste début décembre 2022 en raison de mauvais résultats. 
Elle « a figuré sur la liste des 100 Canadiennes les plus influentes en 2014 et en 2016 ».